# جزیره ویندمیل
جزیره ویندمیل (انگلیسی: Windmill Island) یک پارک شهری در شهر هلند ایالت میشیگان ایالات متحده آمریکا است. آسیاب بادی د زوان با قدمت ۲۵۱ سال قدمت در این شهر قرار دارد که تنها آسیاب بادی فعال هلندی در ایالات متحده آمریکا است.